# Porsche 934/5
La Porsche 934/5 est une voiture de course conçue en 1977 comme un hybride de Porsche 934 et 935 permettant de concourir dans des courses de Groupe 4 de l'IMSA.

## Origines
La Porsche 934/5 a été assemblée à partir de 10 exemplaires de Porsche 934 et de Porsche 935 en incorporant le châssis et le moteur de la 934 avec la configuration roues, pneus et aileron arrière de la 935, créant ainsi une nouvelle voiture. L’objectif de ce nouveau design était de participer au courses du groupe 4 de l'IMSA (International Motor Sport Association) en 1977. Le 22 janvier 1977, Peter Gregg et l’équipe Brumos se rendirent en Allemagne afin d'acquérir les pièces nécessaires au montage de cette nouvelle voiture en construction. Gregg et son équipe décidèrent d'installer sur la 934 l'aileron arrière de la 935 et d'ajouter un turbocompresseur afin de pouvoir rivaliser avec les autres voitures de course, comme la puissante DeKon Monzas. Le nom 934/5 a été soigneusement choisi et provient de la Porsche 911 Turbo (930). Le "4" provient du fait que la 934/5 a été construite pour courir dans le groupe 4 de l'IMSA.

## Conception
Pour le design de la Porsche 934/5, Porsche s’inspira fortement de ses modèles précédents. La Porsche 934 étant la base de la conception. Cependant, Peter Gregg et son équipe décidèrent d’adapter sur la voiture nouvellement conçue le grand becquet arrière, les panneaux de carrosserie élargis et les grandes ailes de la 935. L'élargissement de la carrosserie étant nécessaire pour faire passer les grosses roues arrière. Le résultat du mélange entre 934 et 935 donne une voiture au look de prototype, prête à dominer les pistes de course, pour laquelle elle a été conçue.

## Course automobile
La Porsche 934/5 ne participa pas à de nombreuses compétitions, car l'IMSA interdit la voiture avant qu'elle puisse participer à sa première course. En raison de cette interdiction, les concepteurs inscrivirent la machine dans la série rivale SCAA Trans Am, dans laquelle la voiture participa et qui remporta 6 des 8 courses. Ces victoires signifiaient que les 934/5 étaient les championnes de 1977 ; toutefois, en raison d'une protestation officielle de Ludwig Heimrath contre les 934/5, les officiels déclarèrent Ludwig et sa Porsche 934 victorieux en 1977.

## Spécifications
| Moteur                       | Six cylindres à plat                             |
| Position                     | Arrière, Longitudinal                            |
| Aspiration                   | KKK Turbocompresseur                             |
| Admission                    | SACT                                             |
| Alimentation En Combustible  | K-Jetronic Injection Mécanique                   |
| Cylindrée                    | 2 993cm3                                         |
| Taux de compression          | 10.3:1                                           |
| Puissance                    | 361,7 kW / 485 ch à 7000 tr/min                  |
| Puissance spécifique         | 162.04 ch par litre                              |
| Couple                       | 588.4 nm / 434 lb pi à 5400 tr/min               |
| Zone rouge                   | 8 500 tr/min                                     |
| Carrosserie/Chassis          | Carrosserie acier avec parties en fibre de verre |
| Roues motrices               | Moteur à l'arrière / RWD                         |
| Roues                        | BBS Center-Lock                                  |
| Freins Avant                 | 40.6 x 26,7 cm / 16 x 10,5                       |
| Freins Arrière               | 40.6 x 31,8 cm / 16 x 12,5                       |
| Direction                    | Pignon et crémaillère                            |
| Empattement                  | 2 271 mm                                         |
| Voie avant                   | 1 402 mm                                         |
| Voie arrière                 | 1 422 mm                                         |
| Longueur                     | 4 128 mm                                         |
| Largeur                      | 1 651 mm                                         |
| Hauteur                      | 1 321 mm                                         |
| Transmission                 | Manuelle à 5 Vitesses                            |
| Embrayage                    | Monodisque                                       |
| Rapports de démultiplication | 3.18:1, 1.83:1, 1.26:1, 0.925:1, 0.724:1         |
| Rapport final                | 4.43:1                                           |
| Vitesse max.                 | ~286.5 km/h                                      |
| 0 à 96 km/h                  | ~5,6 secondes                                    |
| 0 - 160 km/h                 | ~12.0 secondes                                   |
| 400m arrêté                  | ~13,2 secondes                                   |
| Reservoir                    | 120 litres                                       |

Source :

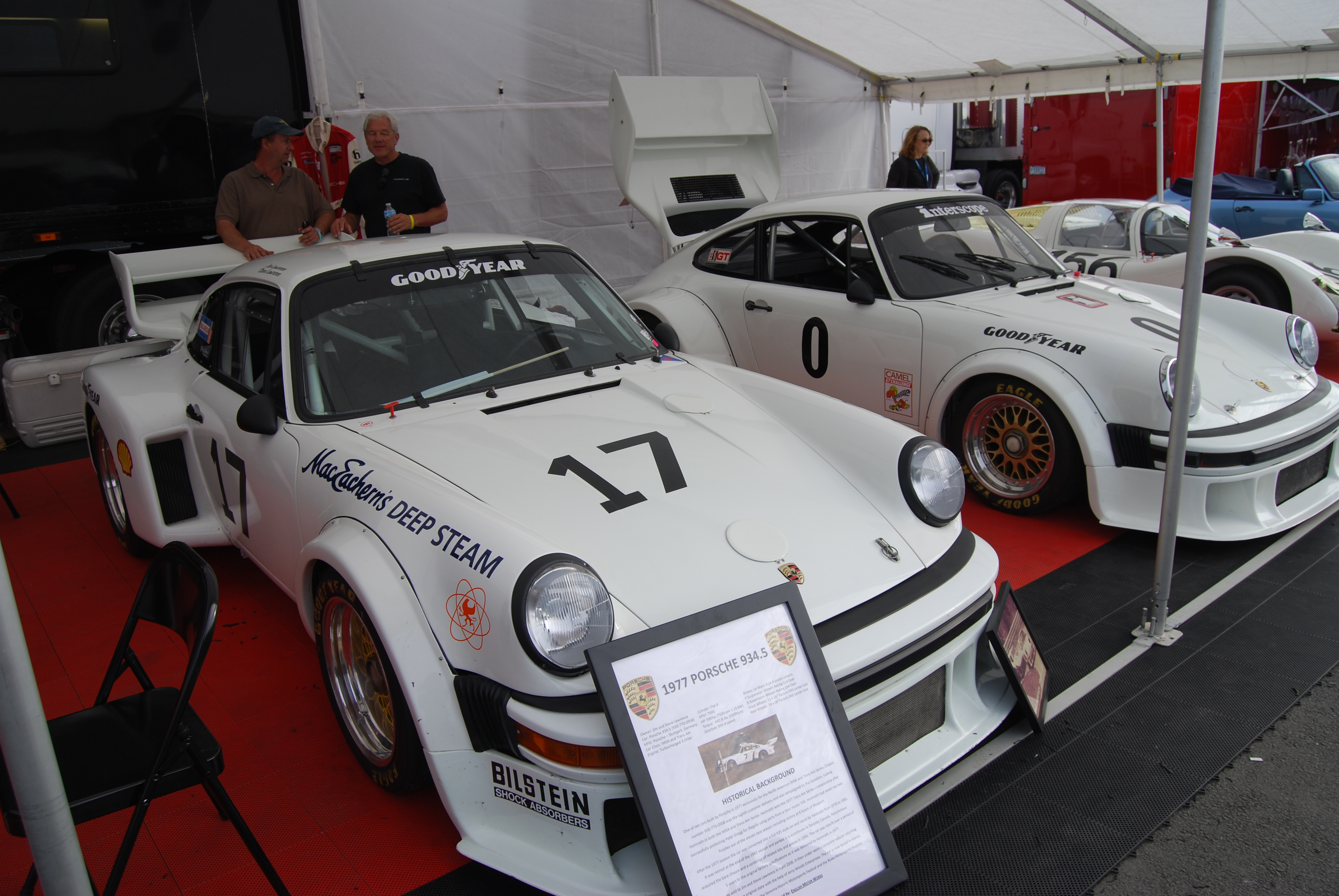
934/5

La création de cette voiture fut rendue possible par un changement de règlement. En 1977, l'IMSA avait mis en place une règle qui permettait aux pilotes Porsche d'ajouter un turbocompresseur à leurs voitures afin d'accroître leur compétitivité par rapport aux voitures de course concurrentes plus puissantes. En conséquence, un moteur Flat-six de 3 litres (moteur boxer), équipé d'un seul turbocompresseur KKK, pouvant générer 590 ch et passer de 0 à 60 en 5,6 secondes fut créé pour la 934/5. La voiture présentait également d'énormes roues arrière, qui la rendait difficile à conduire, particulièrement à grande vitesse.

## Ventes aux enchères
Porsche n'ayant construit que seulement 10 exemplaires de 934/5, le prix à payer pour acheter un exemplaire peut varier. La dernière vente connue de 934/5, la vente Gooding Amelia, a mis aux enchères l'un des dix modèles pour 1 375 000 $.